# 田二龙
田二龙（1964年4月—），男，中华人民共和国外交官，曾任中华人民共和国驻圣彼得堡总领事和中华人民共和国驻亚美尼亚共和国特命全权大使。

## 生平
1987年，进入中华人民共和国外交部工作。1989年起，先后在外交部苏联东欧司、外交部欧亚司、驻俄罗斯大使馆任职。2000年，任驻俄罗斯大使馆参赞。2004年，挂职安徽省马鞍山市副市长。2005年12月，出任中华人民共和国驻圣彼得堡总领事。2010年，任外交部新闻司参赞，后任外交部涉外安全事务司参赞。2014年1月，任上海合作组织中方国家协调员。11月，出任中华人民共和国驻亚美尼亚大使。2020年9月，自驻亚美尼亚大使离任。

## 家庭
已婚，有一子。